# Wieck auf dem Darß
Wieck auf dem Darß é um município da Alemanha localizado no distrito de Vorpommern-Rügen, estado de Mecklemburgo-Pomerânia Ocidental.
Pertence ao Amt de Darß/Fischland.